# بيبا مدلل
بيبا مدلل، في المندائية القديمة: ࡁࡉࡁࡉࡀ ࡌࡅࡃࡀࡋࡀࡋ، كاهنة وكاتبة مندائية، عرفت في القرن التاسع عشر. من المحتمل كون مدلل آخر امرأة عرفت ككاهنة مندائية. تعرف أيضًا بأنها زوجة رام زيهرن.
والدة بيبا مدلل هي حواء سيمات، ووالدها آدم يوحنا بن سام.:66 ينحدر والدها من عائلتي كاميسيا وريش دراز.:71 كانت مدلل كاتبة، وهي التي قامت بنسخ كتاب (كنزا ربّا)، وهي أيضًا كما ذكر مسبقًا كاهنة، من المحتمل أنها كانت قد بدأت مسيرتها قبل وباء الكوليرا الثاني، 1831، والذي قتل بعد انتشاره جميع الكهنة المندائين الآخرين.
بيبا مدلل هي جدة الشيخ نگم (أو الشيخ نجم؛ ولد عام 1892 في الحويزة، إيران)، وهو الناسخ للعديد من المخطوطات لـ إثل.
يقربها كل من:
- يحيى بيهرام (أخ)
- نجم بار زيهرون (حفيد)
- عبدالله بار نجم (ابن الحفيد)
- رافايد السبتي (حفيد الحفيد)،
- أردوان السبتي (ابن حفيد الحفيد)